# Пардо, Луис
Луи́с Альбе́рто Па́рдо Вильяло́н (исп. Luis Alberto Pardo Villalón; 20 сентября 1882, Сантьяго — 21 февраля 1935, там же) — чилийский морской офицер, капитан парохода «Ельчо», на котором 30 августа 1916 года с острова Элефант были спасены 22 полярника из трансантарктической экспедиции Эрнеста Шеклтона с затонувшего судна «Эндьюранс». В Чили Луиса Пардо почитают национальным героем и уважительно называют исп. Piloto Pardo — «капитан Пардо».

## Биография
Луис Пардо с детства увлекался морем и в 1900 году поступил на учёбу в чилийскую мореходную школу на старом парокорвете «Абтао». В июне 1906 года поступил на службу в чилийский военно-морской флот в звании капитана 3-го ранга. 13 сентября 1910 года Пардо получил звание капитана 2-го ранга и отбыл на морскую базу в Пуэрто-Уильямсе на пароход «Ельчо».
18 января 1915 года баркентина «Эндьюранс» в составе антарктической экспедиции Эрнеста Шеклтона была затёрта паковыми льдами в море Уэдделла и дрейфовала в северном направлении. 27 октября 1915 года раздавленный торосами «Эндьюранс» стал тонуть, экипаж из 28 человек высадился на лёд. Спустя месяц «Эндьюранс» затонул. 15 апреля 1916 года команда на шлюпках добралась до острова Элефант. 24 апреля Шеклтон с пятью членами экспедиции отправились на шлюпке за помощью к острову Южной Георгии, находящемуся в 800 милях к северу от Элефанта, и достигли берега Южной Георгии 10 мая. Десять дней потребовалось, чтобы добраться до норвежской китобойной базы Грютвикен. Шеклтон планировал дальше плыть на Фолклендские острова, но после нескольких неудачных попыток прибыл в Пунта-Аренас. Три первых попытки отправиться за полярниками на Элефанте не увенчались успехом: спасательные суда не могли пробиться через паковые льды.
В конце концов Шеклтону удалось убедить правительство Чили выделить ему 36,5-метровый паровой буксир «Ельчо», не подготовленный для походов в Антарктику. Штатный капитан «Ельчо» отсутствовал по болезни, поэтому с учётом опасностей спасательной операции на его место искали добровольца. Первым уверенно вызвался капитан Луис Пардо. Он открыл карты, предложил маршрут и заявил, что сам подберёт нужных людей в экипаж. С Шеклтоном и двумя членами его команды на борту «Ельчо» покинул Пунта-Аренас 25 августа 1916 года и 30 августа прибыл на Элефант. 3 сентября 1916 года гордость чилийского флота «Ельчо» под ликование публики пришвартовался в Пунта-Аренасе. Капитану Пардо присвоили звание капитана первого ранга, он также удостоился гражданских и военных наград: медаль почётного гражданина Пунта-Аренаса, медаль общества спасателей Вальпараисо, медаль историко-географического общества, медаль морского союза Чили и медаль патриотического союза Чили. В частности, ему было добавлено десять лет выслуги для досрочного выхода в отставку. В 1919 году вышел в отставку, позднее служил консулом Чили в Ливерпуле. Вежливо, но категорически капитан Пардо отказался  от 25 тыс. фунтов стерлингов, предложенных ему в награду британским правительством.
На острове Элефант имя Луиса Пардо носит горная гряда, а мыс на его северном берегу назван в честь «Ельчо». На острове также установлен бюст Луису Пардо, занесённый в список исторических мест и памятников Антарктиды. В честь чилийского капитана также назван холм Пардо на Антарктическом полуострове. Нос «Ельчо» сохранился в посвящённом спасению мемориале в чилийском Пуэрто-Уильямс на северном берегу острова Наварино в проливе Бигл.